# Elements – The Best of Mike Oldfield (video)
Elements – The Best of Mike Oldfield je videoalbum britského multiinstrumentalisty Mika Oldfielda. Bylo vydáno na VHS a laserdiscu na podzim 1993 a v odlišné verzi na DVD v roce 2004.
Videozáznam Elements – The Best of Mike Oldfield byl vydán zároveň s kompilacemi Elements – The Best of Mike Oldfield a Elements: 1973–1991, které dokumentují průřez Oldfieldovou tvorbou mezi lety 1973 a 1992. Toto videoalbum obsahuje výběr videoklipů nejznámějších Oldfieldových skladeb a písniček od živého záznamu Tubular Bells ze 70. let až po skladbu Tattoo nahranou na koncertní premiéře albu Tubular Bells II v roce 1992 (ta je pouze u vydání na VHS a laserdiscu).
Elements – The Best of Mike Oldfield vyšlo v roce 2004 i na DVD. To se však od VHS odlišuje přidanými dalšími videoklipy a také bonusy (např. videoalbum The Wind Chimes).

## Seznam skladeb

### Původní verze (VHS a laserdisc)
1. „Ommadawn (Excerpt)“ (Oldfield)
2. „Tubular Bells (Excerpt from Part One – Live)“ (Oldfield)
3. „In Dulci Jubilo“(Pearsall, úprava Oldfield)
4. „Incantations (Excerpt from Part Four)“ (Oldfield)
5. „Étude“ (Tárrega, úprava Oldfield)
6. „Five Miles Out“ (Oldfield)
7. „Moonlight Shadow“ (Oldfield)
8. „Islands“ (Oldfield)
9. „Shadow on the Wall“ (Oldfield)
10. „Sentinel (Single Restructure)“ (Oldfield)
11. „Tattoo (Live at Edinburgh Castle)“ (Oldfield)
12. „Ommadawn (Excerpt)“ (Oldfield)

#### Bonusy
- „Tubular Bells“ – live from BBC Second House
- excerpt from „Incantations“ from Space Movie
- interview

### Verze 2004 (DVD)
1. „Tubular Bells Part One (Live from BBC Second House)“ (Oldfield)
2. „Don Alfonso“ (Waite, úprava Oldfield)
3. „In Dulci Jubilo“(Pearsall, úprava Oldfield)
4. „Portsmouth“ (tradicionál, úprava Oldfield)
5. „William Tell Overture“ (Rossini, úprava Oldfield)
6. „Guilty“ (Oldfield)
7. „Blue Peter“ (Oldfield)
8. „Wonderful Land“ (Lordan)
9. „Five Miles Out“ (Oldfield)
10. „Moonlight Shadow“ (Oldfield)
11. „Shadow on the Wall“ (Oldfield)
12. „Crime of Passion“ (Oldfield)
13. „Tricks of the Light“ (Oldfield)
14. „To France“ (Oldfield)
15. „Étude“ (Tárrega, úprava Oldfield)
16. „Pictures in the Dark“ (Oldfield)
17. „Shine“ (Oldfield/Oldfield, Anderson)
18. „Innocent“ (Oldfield)
19. „Earth Moving“ (Oldfield)
20. „Heaven's Open“ (Oldfield)

#### Bonusy
- excerpt from „Incantations“ from Space Movie
- The Wind Chimes:
  - „The Wind Chimes Parts One & Two“ (Oldfield)
  - „North Point“ (Oldfield)
  - „Islands“ (Oldfield)
  - „The Time Has Come“ (Oldfield)
  - „Flying Start“ (Oldfield)
  - „Magic Touch“ (Oldfield)
- interview